# Titanic (filme de 1953)
Titanic é um filme de 1953, do gênero drama, dirigido por Jean Negulesco. Seu enredo é centrado em torno de um casal que embarcou na viagem inaugural do RMS Titanic, em Abril de 1912. Em Portugal, o filme tornou-se célebre quando foi transmitido na televisão, na RTP.
Este filme original é considerado por muitos um dos melhores filmes de todos os tempos, com uma das melhores interpretações de Barbara Stanwyck no cinema. (O filme de 1997 com Leonardo DiCaprio não é um remake do filme de 1953. São filmes sobre o Titanic mas com enredos diferentes)

## Sinopse
Júlia Sturges, uma dama norte-americana da alta sociedade inglesa, embarca no Titanic acompanhada pelos filhos, Annette e Norman, e deixa para trás o marido, Richard Ward Sturges, pois, está cansada do estilo sofisticado dele e planeja voltar a viver nos Estados Unidos com os filhos. Richard compra uma passagem de um passageiro basco no último minuto e embarca atrás da família. Enquanto isso, o capitão Smith ignora os riscos de avisos de icebergs e continua com a embarcação em alta velocidade pela perigosa rota. Dentre os passageiros estão ainda a milionária Maude Young (inspirada em Margaret Brown), o estudante universitário Gifford (que se apaixona por Annette) e o ex-padre alcoólico George Headley.

## Elenco
- Clifton Webb...Richard Ward Sturges
- Barbara Stanwyck...Julia Sturges
- Robert Wagner...Gifford "Giff" Rogers
- Audrey Dalton...Annete Sturges
- Thelma Ritter...Maude Young
- Brian Aherne...Capitão Edward John Smith
- Richard Basehart...George S. Headley
- Allyn Joslyn...Earl Meeker
- Harper Carter...Norman Sturges
- James Todd...Sandy Comstock
- Frances Bergen...Madeleine Astor
- William Johnstone...John Jacob Astor
- James O´Hara...Devlin (Frederick Fleet)
- Lee Graham...Symons (Reginald Lee)
- Alan Marston...Robert Hichens
- Guy Stanging Jr....George D. Wildener
- Charles B. Fitzsimons...Oficial Chefe Henry Wilde
- Barry Bernard...Primeiro Oficial William Murdoch
- Edmund Purdom...Segundo Oficial Charles Lightoller
- Ashley Cowan...Jack Phillips
- Dennis Frazer...Harold Bride
- Helen Van Tuyl...Ida Straus
- Marta Mitorvich...Jean Uzcadum

## Prêmios
Venceu o Óscar de Melhor Argumento do ano de 1953,e foi indicado na categoria de Melhor Direção de Arte.